# Premi Platino a la millor pel·lícula d'animació
El Premi Platino a la millor pel·lícula d'animació és lliurat anualment per la Entitat de Gestió de Drets dels Productors Audiovisuals (EGEDA), la Federació Iberoamericana de Productors Cinematogràfics i Audiovisuals (FIPCA) i les acadèmies de cinema iberoamericanes.

## Premis i nominacions
Indica la pel·lícula guanyadora en cada edició.

### 2010s
| Edició                              | Pel·lícula                                       | Director(s)                      | País(os) de producció | Ref.   |
| ----------------------------------- | ------------------------------------------------ | -------------------------------- | --------------------- | ------ |
| 2014 I edició dels Premis Platino   | Metegol                                          | Juan José Campanella             | Argentina, Espanya    | [ 1 ]  |
| 2014 I edició dels Premis Platino   | Anina                                            | Alfredo Soderguit                | Uruguai, Colòmbia     | [ 2 ]  |
| 2014 I edició dels Premis Platino   | El secreto del medallón de jade                  | Leopoldo Aguilar, Rodolfo Guzmán | Mèxic                 | [ 2 ]  |
| 2014 I edició dels Premis Platino   | Justin y la espada del valor                     | Manuel Sicilia                   | Espanya               | [ 2 ]  |
| 2014 I edició dels Premis Platino   | Uma História de Amor e Fúria                     | Luiz Bolognesi                   | Brasil                | [ 2 ]  |
| 2015 II edició dels Premis Platino  | O Menino e o Mundo                               | Alê Abreu                        | Brasil                | [ 3 ]  |
| 2015 II edició dels Premis Platino  | Até que a Sbórnia nos Separe                     | Otto Guerra, Ennio Torresan Jr.  | Brasil                | [ 4 ]  |
| 2015 II edició dels Premis Platino  | Dixie y la rebelión zombi                        | Beñat Beitia, Ricardo Ramón      | Espanya               | [ 4 ]  |
| 2015 II edició dels Premis Platino  | La leyenda de las momias de Guanajuato           | Alberto Rodríguez                | Mèxic                 | [ 4 ]  |
| 2015 II edició dels Premis Platino  | Meñique                                          | Ernesto Padrón                   | Cuba, Espanya         | [ 4 ]  |
| 2015 II edició dels Premis Platino  | Mortadel·lo i Filemó contra en Jimmy el Catxondo | Javier Fesser                    | Espanya               | [ 4 ]  |
| 2016 III edició dels Premis Platino | Atrapa la bandera                                | Enrique Gato                     | Espanya               | [ 5 ]  |
| 2016 III edició dels Premis Platino | Don Gato: El Inicio de la Pandilla               | Andrés Couturier                 | Mèxic                 | [ 6 ]  |
| 2016 III edició dels Premis Platino | El americano                                     | Ricardo Arnaiz, Mike Kunkel      | Mèxic                 | [ 6 ]  |
| 2016 III edició dels Premis Platino | El secreto de Amila                              | Gorka Vázquez                    | Argentina, Espanya    | [ 6 ]  |
| 2016 III edició dels Premis Platino | Un gallo con muchos huevos                       | Gabriel i Rodolfo Riva Palacio   | Mèxic                 | [ 6 ]  |
| 2017 IV edició dels Premis Platino  | Psiconautas, los niños olvidados                 | Pedro Rivero, Alberto Vázquez    | Espanya               | [ 7 ]  |
| 2017 IV edició dels Premis Platino  | Bruxarias                                        | Virginia Curia                   | Espanya, Brasil       | [ 8 ]  |
| 2017 IV edició dels Premis Platino  | La leyenda del Chupacabras                       | Alberto Rodríguez                | Mèxic                 | [ 8 ]  |
| 2017 IV edició dels Premis Platino  | Ozzy                                             | Alberto Rodríguez Rodríguez      | Espanya               | [ 8 ]  |
| 2017 IV edició dels Premis Platino  | Teresa eta Galtzagorri                           | Agurtzane Intxaurraga            | Espanya               | [ 8 ]  |
| 2018 V edició dels Premis Platino   | Tadeu Jones 2: El secret del rei Mides           | David Alonso, Enrique Gato       | Espanya               | [ 9 ]  |
| 2018 V edició dels Premis Platino   | Deep                                             | Julio Soto Gúrpide               | Espanya               | [ 10 ] |
| 2018 V edició dels Premis Platino   | El libro de Lila                                 | Marcela Rincón                   | Colòmbia, Uruguai     | [ 10 ] |
| 2018 V edició dels Premis Platino   | História Antes de uma História                   | Wilson Lazaretti                 | Brasil                | [ 10 ] |
| 2018 V edició dels Premis Platino   | Lino: Uma Aventura de Sete Vidas                 | Rafael Ribas                     | Brasil                | [ 10 ] |
| 2019 VI edició dels Premis Platino  | Un día más con vida                              | Raúl De La Fuente, Damian Nenow  | Espanya               | [ 11 ] |
| 2019 VI edició dels Premis Platino  | La casa lobo                                     | Cristóbal León, Joaquín Cociña   | Xile                  | [ 12 ] |
| 2019 VI edició dels Premis Platino  | Memorias de un hombre en pijama                  | Carlos Fernández De Vigo         | Espanya               | [ 12 ] |
| 2019 VI edició dels Premis Platino  | Virus tropical                                   | Santiago Caicedo                 | Colòmbia              | [ 12 ] |

### 2020s
| Edició                               | pel·lícula                             | Director(s)                       | País(es) de producció | Ref.   |
| ------------------------------------ | -------------------------------------- | --------------------------------- | --------------------- | ------ |
| 2020 VII edició dels Premis Platino  | Buñuel en el laberinto de las tortugas | Salvador Simó                     | Espanya               | [ 13 ] |
| 2020 VII edició dels Premis Platino  | A Cidade dos Piratas                   | Otto Guerra                       | Brasil                | [ 14 ] |
| 2020 VII edició dels Premis Platino  | Elkano, lehen mundu bira               | Ángel Alonso                      | Espanya               | [ 14 ] |
| 2020 VII edició dels Premis Platino  | Klaus                                  | Sergio Pablos                     | Espanya               | [ 14 ] |
| 2021 VIII edició dels Premis Platino | La gallina turuleca                    | Eduardo Gondell i Víctor Monigote | Espanya Argentina     | [ 13 ] |
| 2021 VIII edició dels Premis Platino | El camino de Xico                      | Félix Cabello                     | Mèxic                 | [ 15 ] |
| 2021 VIII edició dels Premis Platino | Un disfraz para Nicolás                | Eduardo Rivero                    | Mèxic                 | [ 15 ] |
| 2021 VIII edició dels Premis Platino | O Pergamino Vermelho                   | Nelson Botter Jr.                 | Brasil                | [ 15 ] |
| 2022 IX edició dels Premis Platino   | Ainbo: La guerrera de l'Amazones       | José Zelada i Richard Claus       | Perú                  | [ 16 ] |
| 2022 IX edició dels Premis Platino   | Bob Cuspe - Nós Não Gostamos de Gente  | César Cabral                      | Brasil                | [ 17 ] |
| 2022 IX edició dels Premis Platino   | Salvar el Árbol (Zutik!)               | Iker Alvarez, Haizea Pastor       | Espanya Mèxic         | [ 17 ] |
| 2022 IX edició dels Premis Platino   | Valentina                              | Chelo Loureiro                    | Espanya Portugal      | [ 17 ] |